# 閩僑中學

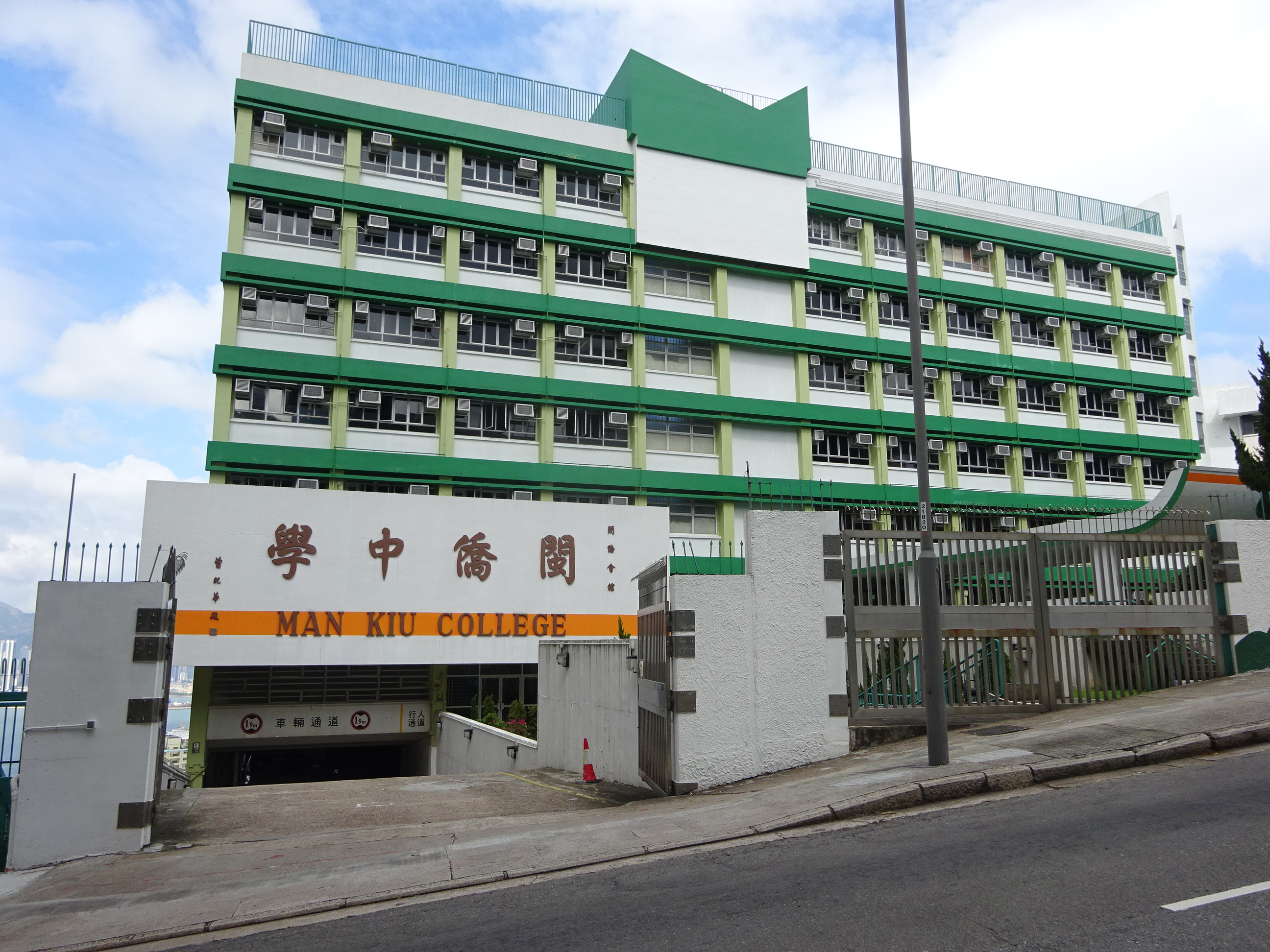
閩僑中學正面

閩僑中學（英語：Man Kiu College）位於香港東區北角雲景道81號，由香港閩僑會館創辦，創校於1977年，是一所津貼全日制男女子中學。該校2023/24年度起停止取錄中一學生，並不再參與中學學位分配辦法，將轉辦學營運模式。

## 歷史
早在1970年，分佈在菲律賓、香港、新加坡及台灣各地的福建鄉賢及社會賢達均熱烈響應建校募捐，建校計劃遂得以落實。 該校校歌由著名學者饒宗頤教授填詞。 該校設有「閩僑之星獎學金」及「閩中之星獎學金」等多項支援配套措施。
1977年8月，學校落成，同年9月正式開課，當時是一所私立非牟利的按額津貼中學，創校時只有中一至中三級。1986年8月，接受教育署邀請轉型為政府全資助中學，1985至86年度開始開辦中一至中七級，閩僑中學成為一所完整的文法中學。
1986年，校董會開始積極籌備擴建校舍，計劃在校舍兩翼各加建一層，興建7間課室、一間圖書館及一間自修室。擴建計劃獲校監胡仙博士捐款及大力支持，以及學生、教師參與環校步行籌款，遂得以落實。
學校其後又獲政府撥款資助進行改善工程，2002年8月完成第一期工程，內容包括增建教員室、教員休息室和學生活動中心等。2003年6月完成第二期工程，內容包括增建電腦輔助教學室、語言室、多用途學習室、學生會會務室和升降機等。
2021年成功加設健身室；在課室裝設輕觸式電子大屏幕等。
該校2021/22學年因收生不足，接受教育局的特別視學，惟被評為不達標，其後校方將中一改以按人數資助模式。校方於2023年7月11日宣佈新年度起停止取錄中一學生，並不再參與中學學位分配辦法，將轉辦學營運模式。

## 校舍
閩僑中學校舍位於寶馬山上，從北角半山能俯覽維多利亞港，遠眺對岸九龍的獅子山，附近一片蒼翠，環境清幽。校舍樓高10層，分東西兩翼。校舍佔地7萬平方呎，有課室30間。

## 歷任校長
| 任期      | 校長           |
| 1977-1981 | 鄧宗泰         |
| 1981-1982 | 鄺慎枋         |
| 1982-1984 | 蘇宗得         |
| 1984-2011 | 任蔡藹怡       |
| 2011-2015 | 黎柱權         |
| 2015-2016 | 羅惠金博士     |
| 2016-2018 | 周富鴻博士     |
| 2018-2021 | 羅惠金博士     |
| 2021      | 林政寧（署任） |
| 2022-     | 彭志遠         |

法團校董會榮譽顧問：陳智思博士，大紫荊勳賢（GBM），金紫荊星章（GBS），太平紳士（JP）

## 著名/傑出校友
- 黃旭：前香港理工大學管理及市場學系教授，現香港浸會大學工商管理學院副院長（科研及研究生課程）、市場學系講座教授、澳洲葛瑞菲斯大學訪問教授、上海財經大學特聘教授（「東方學者」計劃）
- 魏濤：香港中文大學理學院助理院長（研究）、化學系教授，英國皇家化學學會會士（Fellow of the Royal Society of Chemistry, FRSC）；獲得裘槎基金會獎學金，香港中文大學學院模範教學獎、傑出研究獎及青年學者研究成就獎等等；其研究興趣以表面科學和膠體科學為主
- 謝子豪：美國喬治亞大學工程學院副教授、醫療機械實驗室總監、裘槎基金會訪問學人、哈佛大學醫學院中國專家學者聯合會副主席
- 陳仕燊：樂隊鐵樹蘭、Supper Moment主音（2005年中五）
- 康梓泠：小說家、散文家、寫作人；鍾景輝傳記《寬實清和．鍾景輝》作者[7]
- 李任燊：香港男演員[8][9]
- 程瑤：仁美清敘慈善機構主席、大舞臺節目及傳訊有限公司總監，於2017年獲世界華商投資基金會頒發世界傑出華人青年企業家獎[10][11]

## 資料來源
1. 1 2 3 4 5  . 閩僑中學.   [2019-12-25]. （原始内容存档于2018-03-15） （中文（繁體））.
2. ↑  北角閩僑中學將停止取錄中一新生　擬轉辦學營運模式，2023-07-12，香港01
3. ↑  . 閩僑中學. 2022年. （原始内容存档于2022）.
4. ↑  . 閩僑中學體育組. 2022年1月3日  [2022年4月8日]. （原始内容存档于2022年4月8日）.
5. ↑  北角閩僑中學將停止取錄中一新生　擬轉辦學營運模式，2023-07-12，香港01
6. ↑  . 閩僑中學.   [2019-12-25]. （原始内容存档于2018-01-24） （中文（繁體））.
7. ↑  . 東方日報. 2012年3月23日. （原始内容存档于2022）.
8. ↑   (PDF).   [2018-01-05]. （原始内容存档 (PDF)于2019-10-29）.
9. ↑  閩僑中學《2007/08年度下學期校訊》[永久]
10. ↑  .   [2018-06-30]. （原始内容存档于2018-06-30）.
11. ↑  .   [2018-06-30]. （原始内容存档于2020-08-04）.

## 外部連結
- 閩僑中學 （页面存档备份，存于）